# Transglutaminase
Een transglutaminase is een enzym dat betrokken is bij de vorming van een covalente binding tussen een vrije aminegroep en de gamma-carboxamide groep van een proteïne- of peptide-gebonden glutamine. Door transglutaminase gevormde bindingen zijn moeilijk te breken (proteolyse).
Transglutaminasen werden voor het eerst beschreven in 1959
Transglutaminasen zijn betrokken bij verschillende auto-immuunziekten zoals coeliakie.